# Jan de Wael I
Jan de Wael I (1558–1633) est un artiste peintre et graveur flamand.

## Biographie
Jan de Wael est né à Anvers en 1558.
Élève de Frans Francken I en 1570, il devient maître à la guilde de Saint-Luc d'Anvers en 1584.
Il voyage à Paris avec le peintre Jan de Mayer. Il y a un certain succès, et quand il rentre à Anvers, il se marie avec Gertrude de Jode en 1588. Elle provient d'une famille d'artistes : son père est le cartographe Gerard de Jode, son frère le graveur Pieter de Jode l'Ancien et Pieter de Jode le Jeune son neveu. Il devient le doyen de la guilde en 1595.
La notoriété de Jan de Wael réside principalement dans sa qualité de maître : il a formé ses fils Cornelis et Lucas comme peintres et graveurs. Ceux-ci ont été particulièrement actifs à Gênes où leur atelier était le centre névralgique de l'activité néerlandaise et flamande dans la ville. L'un des élèves les plus importants de De Wael est Jan Roos, qui s'établit lui aussi de façon permanente à Gênes, où il a une grande influence sur les peintres de l'école génoise. On peut aussi mentionner Jacques Firens et Carel Simons.
Antoine van Dyck l'a inclus dans son Iconographie (Icones Principum Virorum), une collection de portraits des principales personnalités contemporaines au peintre.
Jan de Wael meurt à Anvers le 7 décembre 1633.